# Campeonato de Marrocos de Ciclismo Contrarrelógio
Os Campeonatos de Marrocos de Ciclismo Contrarrelógio são organizados anualmente desde 2010 para determinar o campeão ciclista de Marrocos de cada ano, na modalidade.
O título é outorgado ao vencedor de uma única prova, na modalidade de contrarrelógio individual. O vencedor obtêm o direito de usar a maillot com as cores da bandeira de Marrocos até ao campeonato do ano seguinte, unicamente quando disputa provas contrarrelógio.
O corredor mais laureado é Mouhssine Lahsaini, com quatro vitórias.

## Palmarés

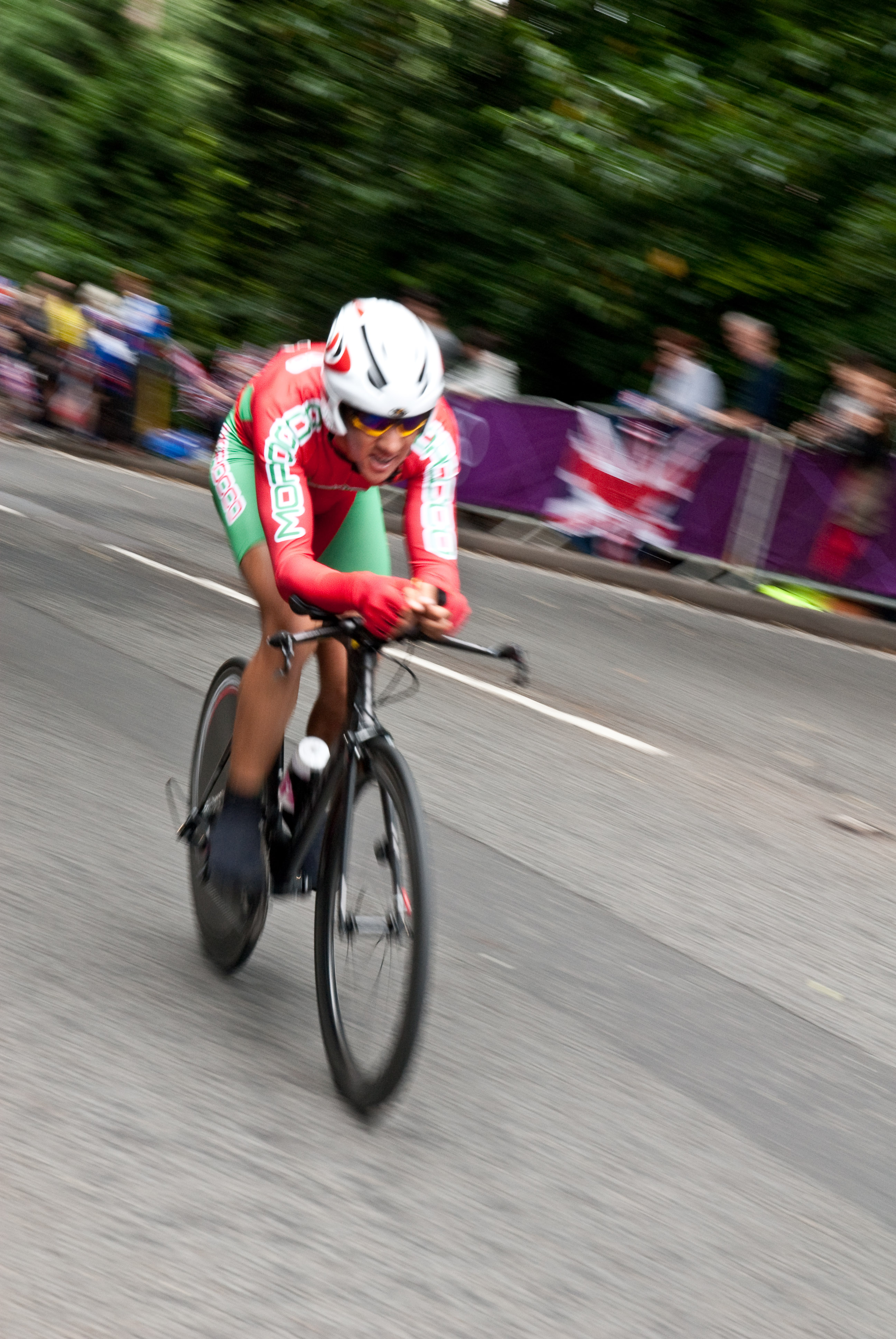
Mouhcine Lahsaini nos Jogos Olímpicos de Londres 2012.

| Ano       | Vencedor           | Segundo            | Terceiro           |
| 2003      | Abdelati Saadoune  |                    |                    |
| 2004      | Abdelati Saadoune  |                    |                    |
| 2010      | Mouhssine Lahsaini | Abdelati Saadoune  | Mouhcine Rhaili    |
| 2011      | Mouhssine Lahsaini | Abdelati Saadoune  | Ismail Ayoune      |
| 2012      | Mouhssine Lahsaini | Adil Jelloul       | Abdelati Saadoune  |
| 2013      | Soufiane Haddi     | Othmane Elafi      | Ismail Ayoune      |
| 2014      | Soufiane Haddi     | Mouhssine Lahsaini | Mohamed Er Rafai   |
| 2015      | Soufiane Haddi     | Mouhssine Lahsaini | Anass Aït El Abdia |
| 2016      | Soufiane Haddi     | Mouhssine Lahsaini | Mohcine El Kouraji |
| 2017      | Mouhssine Lahsaini | Kouna Abdessadek   | Hicham Benouzza    |
| 2018      | Abdessadek Kouna   | Othman Harakat     | O Arousi Ayoub     |
| 2019      | O Mehdi Chokri     | Mohcine El Kouraji | Abdessadek Kouna   |
| 2020-2021 | Não se disputou    | Não se disputou    | Não se disputou    |
| 2022      | Mohcine El Kouraji | Adil O Arbaoui     | Achraf Ed-Doghmy   |